# Ropalidia timida
Ropalidia timida är en getingart som beskrevs av Vecht 1962. Ropalidia timida ingår i släktet Ropalidia och familjen getingar. Inga underarter finns listade i Catalogue of Life.